# Laura Forster
Laura Elizabeth Forster (Ryde, 1858–Zalishchyky, 11 de febrero de 1917) fue una doctora en Medicina australiana. Ejerció como cirujana y enfermera en Turquía durante la Primera Guerra de los Balcanes y en Bélgica, Francia y Rusia durante la Primera Guerra Mundial.

## Infancia y juventud
Forster nació en Ryde, a las afueras de Sídney, en 1858. Era la quinta de seis hijos del matrimonio que formaban William Forster (1818-1882), terrateniente, poeta, político y primer ministro de Nueva Gales del Sur durante 1859-1860, y Eliza Jane Wall (1828-1862). Cuando su madre falleció, su padre se casó con Maud Julia Edwards (1846-1893), con quien tuvo cinco hijos, falleciendo tres de ellos en la Primera Guerra Mundial mientras combatían con la Fuerza Imperial Australiana. Tras el fallecimiento de su padre en 1882, Forster se trasladó con su madrastra y hermanastra Enid a Inglaterra. Edwards se casó con el capitán de los Ingenieros Reales John Burn Murdoch, de Edimburgo. Forster se quedó en Inglaterra. 
Inicialmente formada en Sídney (alrededor de 1879), el 1 de noviembre de 1887 ingresó en la Universidad de Berna en Suiza, como estudiante de Medicina. Se graduó en 1894 y obtuvo la licencia para practicar medicina en el Reino Unido al año siguiente. En la Universidad de Berna estudió 12 semestres en el Instituto Patológico investigando las fibras del huso muscular.

## Carrera profesional
Tras completar la formación dual como médica y enfermera, Forster se estableció en Inglaterra y ejerció la medicina en Oxford. También fue autorizada para el ejercicio de la Medicina por el Royal College of Physicians and Surgeons de Glasgow y el Royal College of Physicians y Royal College of Surgeons de Edimburgo. En 1900 fue nombrada médica habilitada del dispensario Cutler Boulter en Oxford. Mientras estaba en Cutler Boulter, se interesó por determinar las causas y los efectos de las enfermedades ováricas en mujeres con enfermedades mentales. En el laboratorio de patología Claybury Asylum en Londres, realizó autopsias a unas 100 mujeres fallecidas procedentes de los hospitales de Londres y Charing Cross. El Dr. Frederick Mott publicó los hallazgos de Forster a título póstumo en 1917. En 1907, publicó un trabajo de investigación sobre la histología de las glándulas linfáticas humanas tuberculares bajo la supervisión de Gustav Mann.
La influencia de Gustav Mann (con experiencia en la tinción histológica) junto con su interés por obtener un mayor dominio de las técnicas neurohistológicas, la llevó a pasar unos meses entre 1910 y 1911 en el laboratorio de Cajal (desde 1920, Instituto Cajal) ubicado en Madrid (España). En ese momento, Santiago Ramón y Cajal era ya un científico prestigioso y reconocido internacionalmente en el mundo de la neurohistología, que había recibido por sus descubrimientos sobre la estructura del sistema nervioso entre 1900 y 1906 premios internacionales como la Medalla Helmhöltz (1905) y el Premio Nobel de Fisiología o Medicina (1906). En 1911, bajo la supervisión de Cajal, Forster publicó su tercer artículo científico (Foster, 1911) desarrollado en el Laboratorio de Investigaciones Biológicas, que fue escrito completamente en español. En la primera página de esta publicación, escribe una breve introducción en español: "por indicación del profesor Cajal, en cuyo laboratorio tuve el honor de trabajar durante algunos meses". Forster declaró que Santiago Ramón y Cajal sugirió que enfocara su investigación en el laboratorio sobre si la degeneración de las fibras nerviosas, después de una lesión traumática de la médula espinal en las aves, se correspondía con los eventos observados en estudios previos realizados en mamíferos por el propio Cajal y otros. En el estudio de Forster fue dónde se aplicaron por primera vez técnicas neurofibrilares en aves para este propósito y sus resultados demostraron similitudes con el proceso degenerativo en los mamíferos, aunque esto ocurrió más rápidamente en las aves. Este documento, elegantemente ilustrado, está fechado en agosto de 1911 y fue el más largo de sus trabajos científicos hasta la fecha. Ella expresa "un cordial agradecimiento al Dr. Cajal por su amistoso asesoramiento, así como a los Drs. Nicolás Achúcarro y Francisco Tello por la generosa ayuda que me brindaron mientras realizaba este trabajo" (Forster, 1911). Posteriormente, Cajal citó el trabajo realizado por Laura Forster en su laboratorio al menos tres veces. Ella puede ser considerada como una mujer pionera neurocientífica.
En 1912, al estallar la Primera Guerra de los Balcanes, Forster viajó a Epirus para trabajar como enfermera ya que a las mujeres médicas, no se les permitía trabajar como tales en el frente.

## Servicio en la guerra
En septiembre de 1914, durante la Primera Guerra Mundial, comenzó a trabajar para la Cruz Roja Británica en el Belgian Field Hospital de Amberes. Fue la primera doctora australiana en viajar a Bélgica para ayudar en las labores médicas en tiempos de guerra, en un momento en que a las doctoras no se les permitía alistarse en el Allied Medical Corps. Cuando Bélgica fue objeto del bombardeo alemán en septiembre y octubre de 1914, Forster y sus colegas evacuaron a los soldados belgas y británicos bajo fuego intenso. Después del devastador bombardeo por los aviones alemanes, se fue a Francia, donde ayudó a los belgas que habían resultado heridos en el bombardeo alemán. Luego se mudó a Rusia donde fue voluntaria en el departamento de cirugía del hospital más grande de Petrogrado y la primera cirujana australiana o británica en realizar una cirugía. Permaneció en el hospital durante varios meses antes de unirse a la Cruz Roja Rusa para servir en el Cáucaso. Desde allí, fue a Erzurum, Turquía, donde supervisó un hospital de campaña. A través del Comité del Cáucaso de la Unión de Ciudades de toda Rusia, que operaba en 11 instalaciones relacionadas con la medicina, Forster administró un hospital de enfermedades infecciosas de 150 camas. La instalación trataba el Tifus, que a finales del verano de 1916 se estimaba en un 70 por ciento aproximadamente de los 40,000 refugiados, soldados y residentes infectados de la ciudad. En septiembre de 1916, Forster se unió a una unidad hospitalaria financiada por la Unión Nacional de Sociedades de Sufragio de Mujeres, que financiaba las operaciones de los heridos y refugiados con donaciones de la clase acomodada británica. Luego fue encargada de un hospital en Zalishchyky, Galicia.
En Zalishchyky, la Unión Nacional de Sociedades de Sufragio de Mujeres se encargaba de las Unidades Hospitalarias Millicent Fawcett, llamadas así por la famosa sufragista en Inglaterra. La Unidad Zalishchyky era uno de los cinco hospitales de la región de Galicia. El médico y el personal de enfermería trataron a miles de refugiados civiles por fiebre tifoidea, escarlatina, disentería y por accidentes agrícolas que involucran equipo pesado. Además de a los civiles, el personal atendió a los soldados rusos heridos que regresaban del frente, a solo 48 kilómetros de distancia. En diciembre de 1916, Forster se trasladó al Hospital Epidémico Quincuagésimo Segundo de 80 camas en la unidad, en Zalishchyky, Galicia. Se unió a la Dra. Helena Hall para reemplazar a la Dra. Kate King May-Atkinson, quien regresaba a Inglaterra para recaudar más fondos para la operación. La instalación médica estaba adscrita al Noveno Ejército ruso, pero luego fue transferida al Séptimo Ejército bajo el mando del general Aleksei Brusilov.

## Muerte
A los 58 años, los largos días de 20 horas de trabajo, los bombardeos constantes y la gran afluencia de enfermos y heridos afectaron a Forster, ya que a menudo parecía agotada y delgada. Murió el 11 de febrero de 1917 en Zalishchyky, por insuficiencia cardíaca después de una semana con la gripe (influenza). Fue enterrada en Zalishchyky bajo el rito ruso, en un ataúd abierto y los iconos de la Iglesia Ortodoxa Rusa. Las enfermeras del hospital que Forster dirigió, colocaron una bandera casera de la Union Jack sobre su cuerpo.